# Horažďovice (stacja kolejowa)
Horažďovice – stacja kolejowa w miejscowości Horažďovice, w kraju pilzneńskim, w Czechach. Położona jest na wysokości 425 m n.p.m.
Na stacji istnieje możliwość zakupu biletów na wszystkiego rodzaju pociągi oraz rezerwacji miejsc. 

## Linie kolejowe
- 185 Horažďovice předměstí - Domažlice

## Galeria

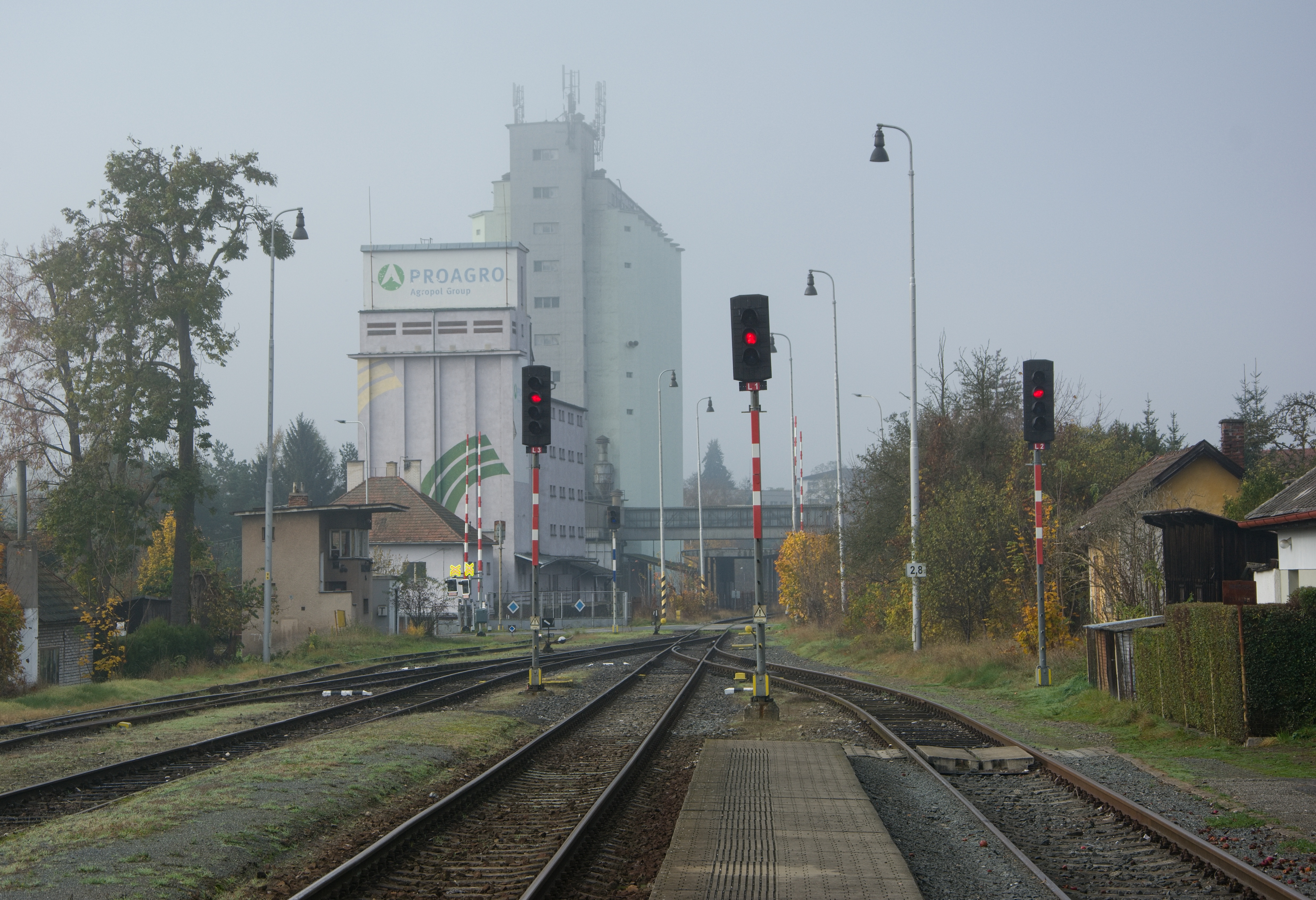